# Pleurotomaria planulata
Pleurotomaria planulata is een fossiele slakkensoort uit de familie van de Pleurotomariidae. De wetenschappelijke naam van de soort is voor het eerst geldig gepubliceerd in 1908 door Girty.